# Донат (Буртан)
Архієпископ Донат (у світі Дмитро Буртан; 8 листопада 1894,  с. Петрашівка — 15 березня 1971) — архієрей УАПЦ в Діаспорі. Архієпископ Мельбурнський.

## Життєпис
Дмитро Буртан народився 8 листопада 1894 року в селі Петрашівка (на сьогоднішній день у Київській області України). Закінчив в духовну семінарію та Київський комерційний інститут у 1931 році. У радянські часи працював у кооперативі, спочатку інструктором, а опісля — ревізором. У 1940 році овдовів, залишившись із дочкою.
У 1943 році виїзджає на Захід, де в 1944 році, у місті Самборі, був рукоположений у пресвітери Григорієм (Огійчуком). Після проживання у Німеччині, 1950 року емігрував до Австралії, де здійснює душпастирську опіку для українських поселенців у штаті Вікторія.

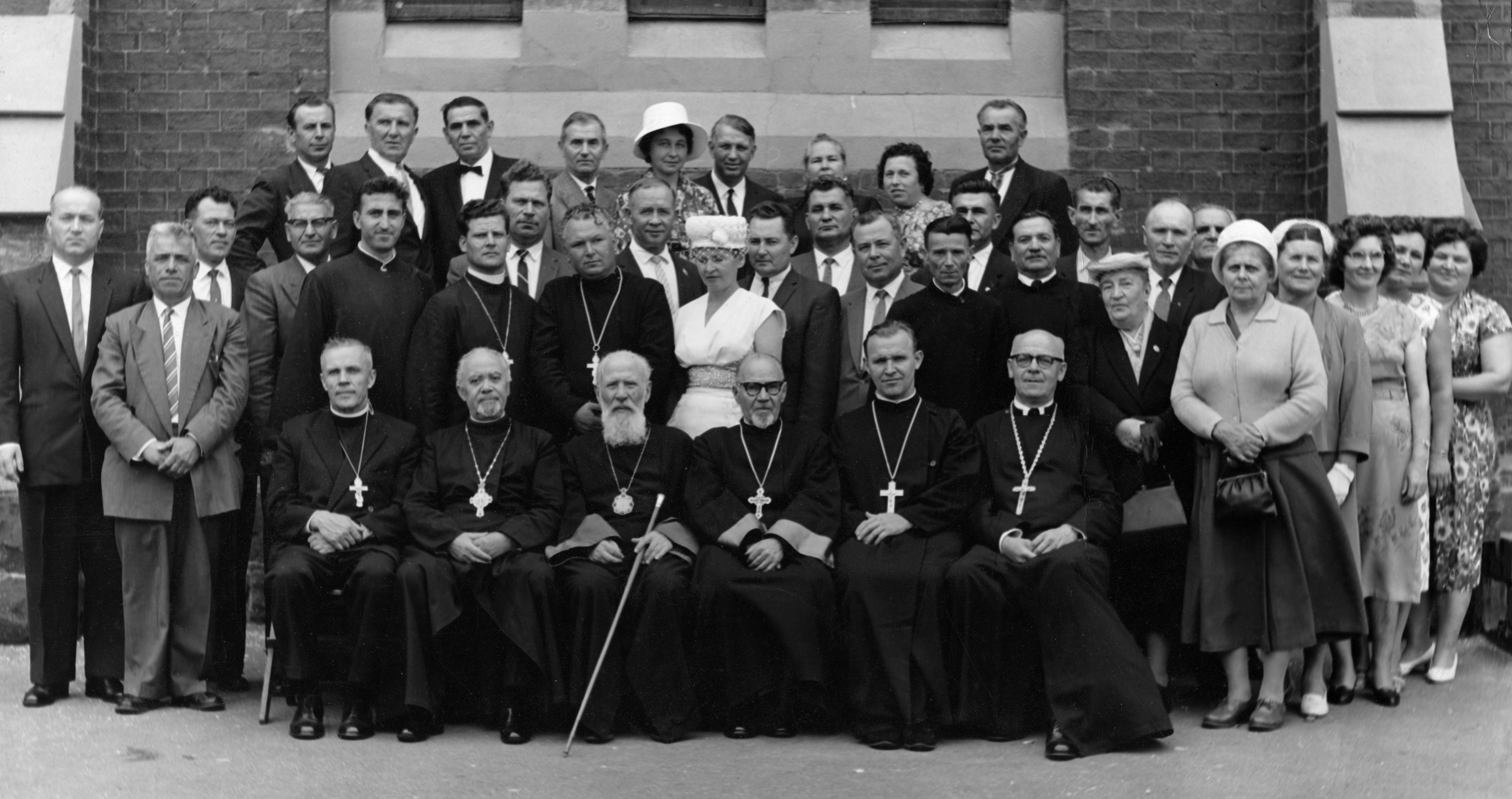
Собор Об'єднаної Єпархії УАПЦ в Мельбурні 26–27.1.1963. Архієпископ Донат сидить третій праворуч.

У 1953 році він переходить із юрисдикції архієпископа Іоана (Данилюка) до Соборноправної української автокефальної православної церкви, очолюваної Григорієм (Огійчуком), де 28 серпня 1955 року був ним одноособово висвяченим у сан єпископа Мельбурнського у м. Чикаго, США. Це спричинило суперечки відносно канонічності його висвяти та породило розколи серед українських православних у Австралії.
Заснував соборноправну парафію Святої Трійці в Мельбурні. 21 лютого 1960 року був повторно висвяченим у єпископи архієпископом Сильвестром (Гаєвським) та єпископом Сергієм (Охтенком) у м. Перт, а 1 вересня 1962 року офіційно приєднався до УАПЦ. Спочатку служив як вікарний архієрей, а потім — як єпархіяльний, а 13 вересня 1969 року — зведений в сан архієпископа.
Помер 15 березня 1971 року в місті Мельбурні, і там же похований на кладовищі Фаукнер.